# Jerzy Skarżyński

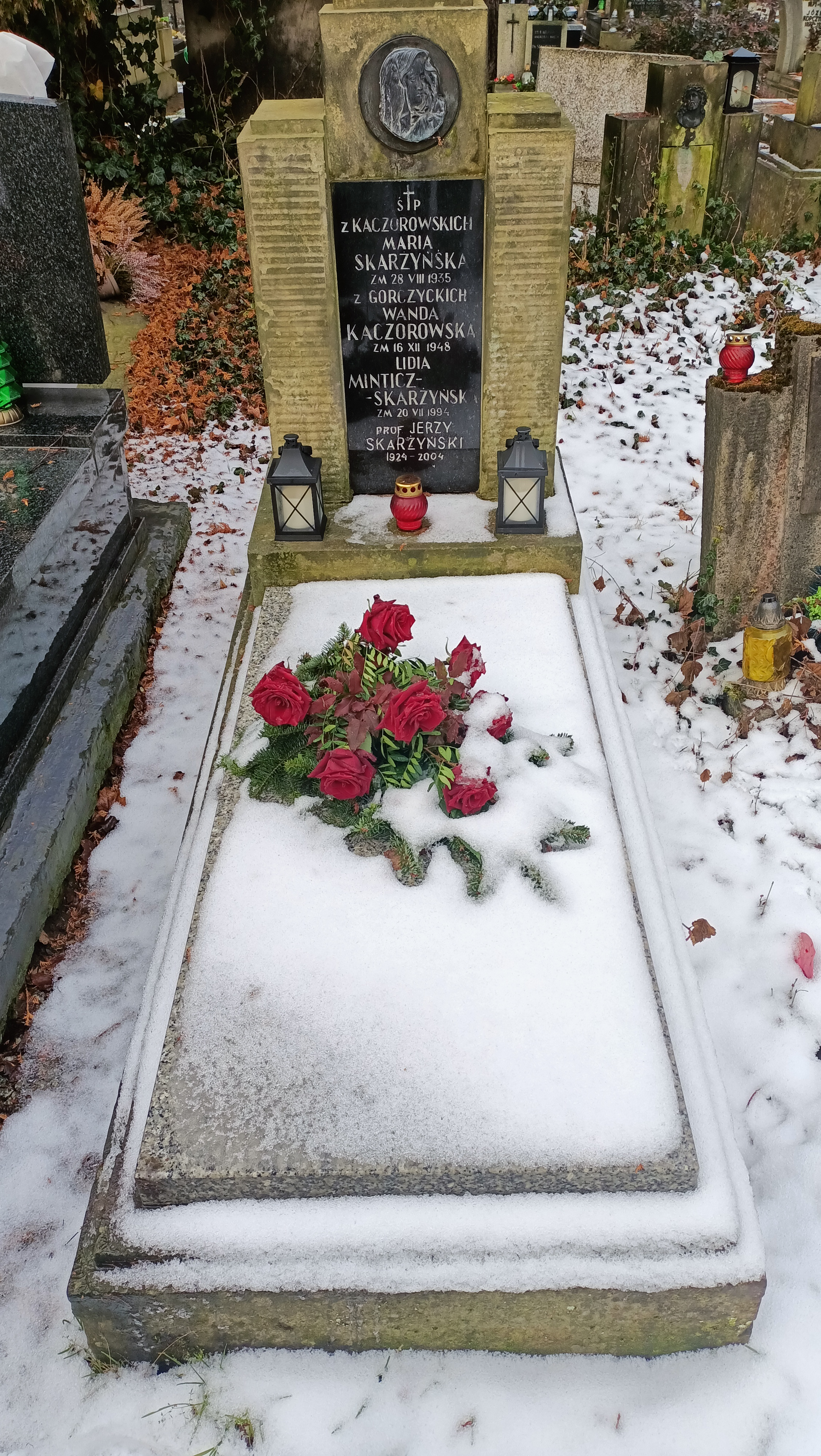
Grób Jerzego Skarżyńskiego na Cmentarzu Rakowickim w Krakowie

Jerzy Skarżyński (ur. 16 grudnia 1924 w Krakowie, zm. 7 stycznia 2004 tamże) – polski malarz, scenograf teatralny i filmowy, autor ilustracji do książek, pedagog.

## Życiorys
Podczas okupacji niemieckiej uczył się w latach 1941–1943 w Kunstgewerbeschule w Krakowie (Szkole Rzemiosła Artystycznego, plastycznej szkole zawodowej opartej nieoficjalnie na ograniczonym programie ASP, zamkniętej na początku roku 1943). Po wojnie podjął studia w krakowskiej Akademii Sztuk Pięknych oraz na Wydziale Architektury Politechniki Krakowskiej. Obie uczelnie ukończył w 1948. W latach 1947–1948 był członkiem PPR, od 1948 należał do PZPR. W latach 1948–1958 pracował jako scenograf w Teatrze Lalki i Aktora Groteska w Krakowie, a od 1958 w krakowskim Starym Teatrze. Od 1970 był pedagogiem w krakowskiej ASP, wykładowcą, a później profesorem Podyplomowego Studium Scenografii. Był członkiem polskich i międzynarodowych stowarzyszeń artystycznych.
Postaci artysty poświęcona jest książka Jerzy Skarżyński. Chwile z życia malarza i scenografa (wyd. 2004), napisana na podstawie rozmów przeprowadzonych przez Katarzynę Filimoniuk.
W 2001 roku krytyczka wzornictwa Krystyna Łuczak-Surówka przyczyniła się do otwarcia w Krakowie retrospektywnej wystawy prac artysty.

## Dorobek artystyczny

### Malarstwo
Należał do II Grupy Krakowskiej, formacji młodych artystów skupionych wokół Tadeusza Kantora. Obrazy Jerzego Skarżyńskiego znajdują się m.in. w posiadaniu Muzeum Narodowego w Krakowie.
Brał udział w wielu wystawach zbiorowych, miał też wystawy indywidualne scenografii (Kraków 1974, Szczecin 1975, Opole 1976, Zamość 1979, Sztokholm 1978).

### Teatr
Jest autorem lub współautorem (z żoną Lidią) projektów scenografii teatralnych do licznych przedstawień, m.in. Kain (1960), Cichy Don (1964), Tango (1965), Mizantrop (1966), Fantazy (1967), Diabły z Loudun (Niemcy, 1969), Wizyta starszej pani (Amsterdam, 1970), Proces (1973), Hamlet (1975 i 1981), Bal maskowy (1977), Titus (Sztokholm, 1978), Oresteja (1982). Współpracował na scenie m.in. z Konradem Swinarskim, Zygmuntem Hübnerem i Jerzym Jarockim.

### Film
Skarżyński stworzył scenografię i kostiumy do dziesięciu filmów fabularnych. Są to: Wspólny pokój, Rozstanie, Złoto, Rękopis znaleziony w Saragossie, Szyfry, Lalka, Sanatorium pod Klepsydrą – wszystkie w reżyserii Wojciecha Jerzego Hasa, a także Historia żółtej ciżemki w reż. Sylwestra Chęcińskiego, Zacne grzechy w reż. Mieczysława Waśkowskiego i Ostatni liść w reż. Barbary Sass-Zdort.

### Ilustracje, plakaty, komiks
Jest twórcą ogromnej liczby ilustracji książkowych, a także ilustracji prasowych. Współpracował z tygodnikiem „Przekrój”.
W latach 50. XX wieku ilustrował m.in. wydany przez Wydawnictwo Iskry cykl powieści Aleksandra Dumas Trzej muszkieterowie, Dwadzieścia lat później i Wicehrabia de Bragelonne.
Projektował plakaty filmowe, teatralne i kabaretowe, a także okazjonalne, np. na I Festiwal Muzyki Jazzowej w Sopocie w 1956.

Na podstawie scenariusza Tadeusza Kwiatkowskiego stworzył 6-zeszytowy komiks Janosik, uważany za jedno z największych osiągnięć polskiej sztuki komiksu XX w. Pierwsze wydanie, w połowie kolorowe, w połowie czarno-białe, ukazało się drukiem w roku 1974 (zeszyty 1-6) w wydawnictwie Robotnicza Spółdzielnia Wydawnicza "Prasa-Książka-Ruch". Reedycja z pierwszej dekady XXI w., która ukazała się w krakowskim Wydawnictwie POST była już w całości kolorowa. Jak pisał Tomasz Marciniak:
Komiks wydano w dużym formacie na kredowym papierze, w oszałamiającym dziś nakładzie 100 tys. (pierwsze trzy części) i 68 tys. (pozostałe). Strony są na przemian kolorowe i czarno-białe. Niecodzienna jest  też kolorystyka.  Autor zastosował jaskrawe, zdecydowane barwy łączone w zaskakujący sposób. Dynamiczne ramki wypełnione swobodnym, profesjonalnym rysunkiem, tworzą w całości jeden z najlepszych polskich komiksów. Klasa tego  dzieła została zauważona wkrótce po opublikowaniu, kiedy to Jerzy Skarżyński został nagrodzony na XI Międzynarodowym Salonie Komiksu i Animacji w Lucce we Włoszech, w 1975 r.
 Oprócz Janosika, Skarżyński stworzył również krótkie czarno-białe komiksy oparte na Rękopisie znalezionym w Saragossie Jana Potockiego, które, opublikowane we Francji, przez wiele lat pozostawały w Polsce nieznane. W roku 1990 ukazały się po polsku w gdańskim magazynie (właściwie zinie) "FAN". Zilustrował również komiksowymi planszami powieść Julia Cortázara Fantomas przeciw wielonarodowym wampirom.
Kolekcja ponad 800 komiksów, które należały do Jerzego Skarżyńskiego, została zakupiona od wdowy, Aliny Skarżyńskiej, w drugiej dekadzie XXI w. przez Bibliotekę Uniwersytecką w Poznaniu. Od roku 2016 są dostępne w Pracowni Komiksu (Czytelnia Komiksów i Gazet NOVA) w poznańskiej książnicy. Oryginalne plansze z Janosika Alina Skarżyńska wystawiła na sprzedaż kilkanaście lat po śmierci artysty.

## Odznaczenia
- Krzyż Komandorski Orderu Odrodzenia Polski (22 maja 2000)[12],
- Krzyż Kawalerski Orderu Odrodzenia Polski,
- Złoty Krzyż Zasługi (19 lipca 1955)[13],
- Medal 10-lecia Polski Ludowej (28 lutego 1955)[14],
- Odznaka „Zasłużony Działacz Kultury”[2].

## Nagrody
- 1974 – nagroda na 1. Festiwalu Polskich Filmów Fabularnych w Gdańsku za scenografię do filmu Sanatorium pod Klepsydrą (współautorem scenografii jest Andrzej Płocki),
- 1975 – nagroda miasta Krakowa,
- 1998 – nagroda Ministra Kultury i Sztuki w dziedzinie sztuk plastycznych w zakresie scenografii i malarstwa.